# Керін Коун
Керін Коун (англ. Carin Cone, 18 квітня 1940) — американська плавчиня.
Призерка Олімпійських Ігор 1956 року.
Переможниця Панамериканських ігор 1959 року.